# Truth/Kaze no Mukō e
"«Truth/Kaze no Mukō e» (Truth/風の向こうへ?)" es el vigesimotercer sencillo de la banda japonesa Arashi que fue lanzado el 20 de agosto de 2008. El sencillo fue lanzado en tres ediciones una edición normal que contiene una pista adicional y versiones en karaoke de las canciones del sencillo y dos ediciones limitada que contienen tanto un DVD con un video musical de una de las pistas del lado A. Es el primer sencillo doble del grupo desde hace 4 años el anterior fue Hitomi no Naka no Galaxy/Hero. La edición normal es la primera en que no aparecen los miembros en la portada desde "Nice na Kokoroiki". 
Es el segundo sencillo más vendido del grupo actualmente detrás de su sencillo debut Arashi. 
Fue el primer y único sencillo en el 2008 en cruzar la marca de 600 000, lo que consigue después de sólo dos meses. "Truth/Kaze no Mukō e" logra el puesto número uno y "One Love" el puesto número dos en el 2008 logrando por primera vez después de 19 años en que un artista tenga dos sencillos en las dos primeras posiciones.

## Información del sencillo

### "Truth"
La canción es el tema principal del drama de televisión japonés Maō (魔王?) donde trabajo Satoshi Ohno.
- Letras y compuesto por: Hydrant
- Arreglado por: Wataru Maeguchi
- Música por: Hydrant

### "Kaze no Mukō e"
La canción es el tema principal de NTV's para los Juegos Olímpicos de Pekín 2008.
- Letras: Shinya Tada
- Letras del Rap: Shō Sakurai
- Compuesto por: Pippi Svensson, Anders Dannvik
- Arreglado por: Hans Johnson

### "Smile"
- Letras y compuesto por: Erik Lidbom, youth case
- Arreglado por: Jin Kitagawa
- La canción es usada como imagen del comercial para (House Foods) con todos los miembros de Arashi.

## Lista de pistas
- Edición Normal Lista de pistas

| Pista # | Título de pista                           | Duración |
| ------- | ----------------------------------------- | -------- |
| 1       | "Truth"                                   | 4:51     |
| 2       | "Kaze no Mukō e" (風の向こうへ)           | 3:47     |
| 3       | "Smile"                                   | 3:39     |
| 4       | "Truth" (Karaoke)                         | 4:51     |
| 5       | "Kaze no Mukō e" (Karaoke) (風の向こうへ) | 3:47     |
| 6       | "Smile" (Karaoke)                         | 3:39     |

- Edición Limitada A Lista de pistas

| Pista # | Título de pistas                | Duración |
| ------- | ------------------------------- | -------- |
| 1       | "Truth"                         | 4:51     |
| 2       | "Kaze no Mukō e" (風の向こうへ) | 3:47     |

- Edición Limitada A DVD Lista de pistas

| Pista # | Título de pistas |
| ------- | ---------------- |
| 1       | "Truth"          |

- Edición Limitada B Lista de pistas

| Pista # | Título de pistas                | Duración |
| ------- | ------------------------------- | -------- |
| 1       | "Kaze no Mukō e" (風の向こうへ) | 3:47     |
| 2       | "Truth"                         | 4:51     |

- Edición Limitada B DVD Lista de pistas

| Pista # | Título de pista                 |
| ------- | ------------------------------- |
| 1       | "Kaze no Mukō e" (風の向こうへ) |

## Presentaciones en vivo
2008
1. 08/07 - Utaban (truth)
2. 08/15 - Music Station (truth)
3. 08/17 - Music Lovers (Kaze no Mukou e)
4. 08/18 - Hey! Hey! Hey! (truth)
5. 12/15 - Hey! Hey! Hey! (truth)
6. 12/16 - Best Artist (Kaze no Mukou e)
7. 12/26 - Music Station Super Live (truth)
8. 12/31 - Johnny's Countdown Live (truth)

2009
1. 01/18 - Shounen Club Premium (truth & Kaze no Mukou e)

## Ventas
El sencillo debutó en el primer lugar de la lista japonesa, con un índice total de ventas de 119 227 (un estimado de 208.647 copias vendidas) que superó los índices de primer día de venta de sus sencillos anteriores publicados durante el año ("Step and Go" con 107 689 copias vendidas y "One Love" con 130.567 copias). También durante la misma semana de lanzamiento, fue la octava y última semana de "One Love" en el Oricon Top 10, los dos primeros sencillos de Arashi en la Weekly Top 10.
El sencillo vendió unas 467 288 copias en su primera semana, superando al 7º sencillo Don't U Ever Stop (381.672 copias) de KAT-TUN en ventas de primera semana lo que hace que sea el sencillo con más altas ventas en su primera semana en Japón en el 2008. 
Es el sencillo más vendido del 2008 según Oricon.
"Truth / Kaze no Mukō e" es certificado disco doble platino por la venta de 500 000 copias en Japón

### Lista de ventas Oricon (Japón)
| Lanzamiento          | Lista                        | Posición Máxima | Ventas Totales |
| -------------------- | ---------------------------- | --------------- | -------------- |
| 20 de agosto de 2008 | Oricon Daily Singles Chart   | 1               | 208 647        |
| 27 de agosto de 2008 | Oricon Weekly Singles Chart  | 1               | 467 288        |
| Septiembre de 2008   | Oricon Monthly Singles Chart | 1               | 588 687        |
| Diciembre de 2008    | Oricon Yearly Singles Chart  | 1               | 618 229        |

Ventas totales hasta el momento: 658 715 (Hasta el 02/09/2009)

### Listas de Billboard (Japón)
Hot 100 y Hot 100 Airplay sólo incluye la canción, "Truth".
| Lanzamiento          | Lista            | Posición Máxima |
| -------------------- | ---------------- | --------------- |
| 20 de agosto de 2008 | Hot 100          | 1               |
| 20 de agosto de 2008 | Hot 100 Airplay  | 10              |
| 20 de agosto de 2008 | Hot Single Sales | 1               |